# Santo Estêvão (kommun)
Santo Estêvão är en kommun i Brasilien.   Den ligger i delstaten Bahia, i den östra delen av landet, 1 000 km öster om huvudstaden Brasília. Antalet invånare är 47 901.
Följande samhällen finns i Santo Estêvão:
- Santo Estêvão

Omgivningarna runt Santo Estêvão är huvudsakligen savann. Runt Santo Estêvão är det ganska tätbefolkat, med 75 invånare per kvadratkilometer.